# یوکاری‌اولک (بتلیس)
یوکاری‌اولک (به ترکی استانبولی: Yukarıölek) یک منطقهٔ مسکونی در ترکیه است که در بیتلیس واقع شده‌است.